# مارك كامبل (لاعب كرة قدم أمريكية أمريكي)
مارك كامبل (بالإنجليزية: Mark Campbell)‏ هو لاعب كرة قدم أمريكية أمريكي، ولد في 6 ديسمبر 1975 في كلوسون في الولايات المتحدة.

## وصلات خارجية
- مارك كامبل على موقع مرجع كرة القدم المحترفة.كوم (الإنجليزية)